# 376
| [ Edytuj tabelę ] |                                                             |
| Władca Guptów     | - 375 Ćandragupta II 414                                    |
| Władca Korei      | - 371 Sosurim 384                                           |
| Papież            | - 366 Damazy I 384                                          |
| Król Persji       | - 309 Szapur II 379                                         |
| Cesarz Rzymu      | - 364 Walens 378 - 375 Walentynian II 392 - 375 Gracjan 383 |
| Król Wandalów     | - 359 Godigisel 406                                         |

Rok 376 / CCCLXXVI
stulecia: III wiek ~
IV wiek ~
V wiek

lata: 366 «
371 «
372 «
373 «
374 «
375 «
376
» 377
» 378
» 379
» 380
» 381
» 386

## Wydarzenia
Europa
- Wizygoci przekroczyli Dunaj i za zgodą cesarza rzymskiego Walensa osiedlili się w Tracji.
- Bitwa pod Marcjanopolem.

## Zmarli
- Fotyn z Sirmium, biskup (ur. ≈310).
- Winitar, król Ostrogotów.